# Budapesti Fedéllemezgyár
A Budapesti Fedéllemezgyár, korábbi nevén Posnansky- és Strelitz-féle Fedéllemez, Facement, Aszfalt és Kátrány Vegyi Termékgyár (gyakran csak Posnansky és Strelitz Rt.) egy nagy múltú ipari üzem Budapest XX. kerületében.

## Címe
- 1201 Budapest, Helsinki út 63. (a Helsinki út – a Tinódi utca – a Baross utca – a Duna utca által határolt területen)

## Története
Az üzem német anyagvállalatát 1863-ban alapított Berlinben. Az erzsébetfalvai, később pesterzsébeti (1950-ig nem Budapest része) gyárat 1893-ban létesítették. A századfordulón a Magyarország vármegyéi és városai című összefoglaló szerint 138 munkás és egy 16 lóerős gép dolgozott az üzemben.
1939-ben az üzem 15 tisztviselő irányítása mellett mintegy 100 munkást foglalkoztatott. Fő termékei között szerepeltek kátránytermékek, fedéllemezek, szigetelőlemezek, facement. Különlegességei voltak a „Permanit” bőrfedéllemez, a „Terofix” rozsdavédő festék, a „Salan” higiénikus padlóburkoló. A vállalat több kiállításon is részt vett, ahol különböző díjjakkal ismerték el alkotásait.
Az üzem napjainkban is működik a Kemikál Budapesti Fedéllemez gyára (korábban Isola Budapesti Fedéllemezgyár Kft.) néven.
A gyárhoz – akárcsak a budapesti ipari üzemek többségéhez – iparvágány épült ki, azonban ez érdekes módon nem a közvetlenül közeli Kelebiai vasútvonalból, hanem a gyár mellett elhaladó Ráckevei HÉV-ből indult ki. A HÉV-vonalakon az 1990-es évekig volt teherszállítás, ezt követően az iparvágányt kibontották a vonalból, noha többi része még napjainkban is látható.

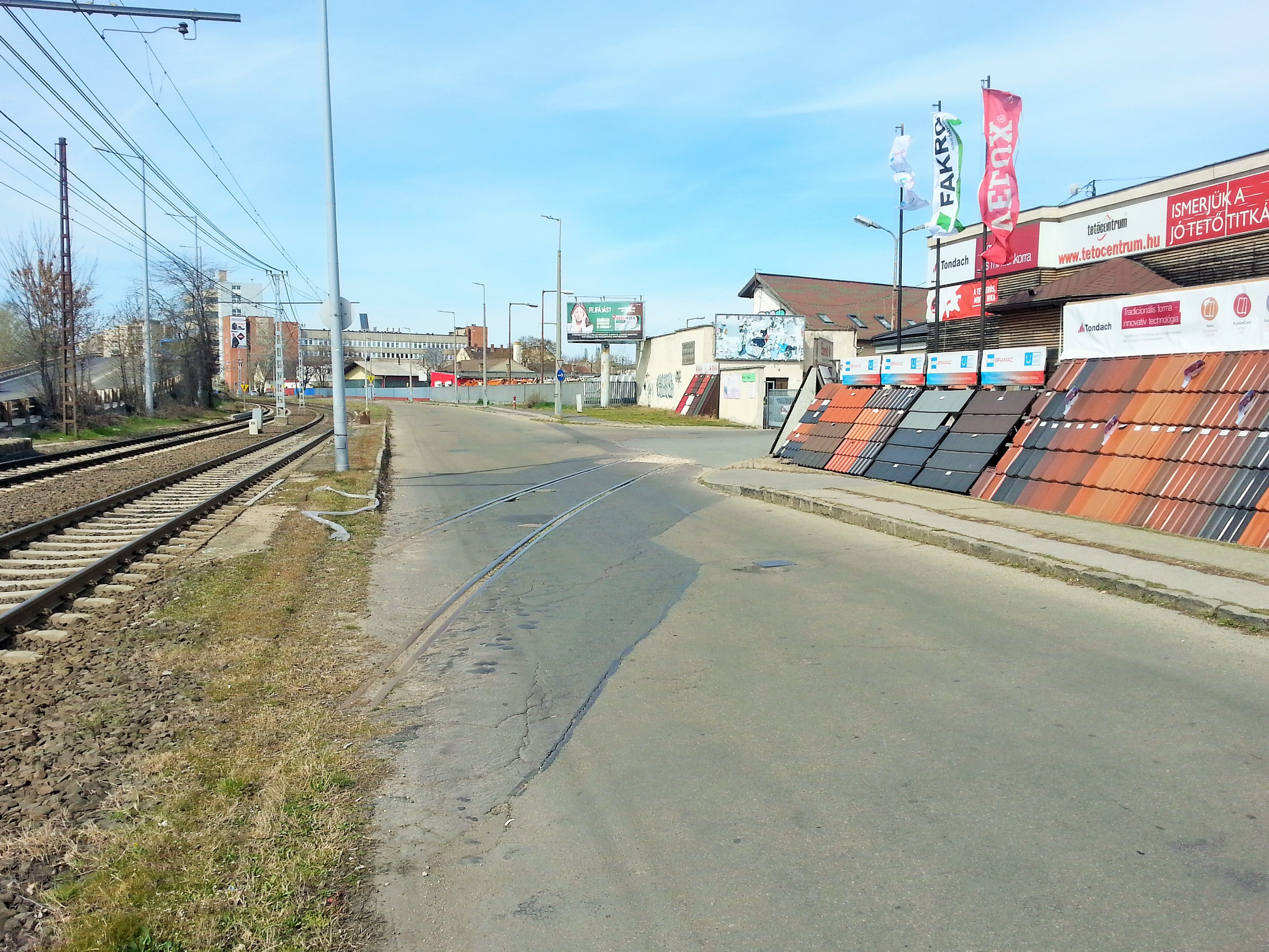
A HÉV-iparvágány maradványa

## További irodalom
- Budapest lexikon I–II. Főszerk. Berza László. 2., bőv. kiad. Budapest: Akadémiai. 1993.  ISBN 963-05-6409-2
- (szerk.) Edvi Illés Aladár: Budapest műszaki útmutatója, „Pátria” Irodalmi Vállalat és Nyomdai Részvénytársaság, Budapest, 1896 (→ reprint kiadás: TERC Kft., Budapest, 2005, ISBN 963 9535 27 3)
- Lakatos Ernő – Lukács Mátyás – Nagy Ernő – Sütő Anna: Pesterzsébet, Soroksár. Budapest XX. kerületének múltja és jelene (Tanulmányok), Budapest XX. kerületi Tanács, Budapest, 1972